# VVV in het seizoen 1965/66
Dit artikel geeft een overzicht van VVV in het seizoen 1965/1966.

## Transfers

### Aangetrokken spelers
| Naam                 | Nationaliteit | Vorige club    |
| -------------------- | ------------- | -------------- |
| Zomer                |               |                |
| Wolfgang Anderheggen | Duitsland     | Bayer Dormagen |
| Lex van Brakel       | Nederland     | Eigen jeugd    |
| Hay Gaal             | Nederland     | Eigen jeugd    |
| Ton Korsten          | Nederland     | Eigen jeugd    |
| Theo Peeters         | België        | Lierse SK      |
| Hans Sleven          | Nederland     | DOS            |
| Jean Thans           | Nederland     | RKSV Heer      |

### Vertrokken spelers
| Naam                | Nationaliteit | Nieuwe club    |
| ------------------- | ------------- | -------------- |
| Zomer               |               |                |
| Pierre Brueren      | Nederland     | IVO            |
| Frans de Bruin      | Nederland     | SV Blerick     |
| Wiel van Elderen    | Nederland     | RKSV Venlo     |
| Ton van den Hurk    | Nederland     | SV Panningen   |
| Jan van der Meij    | Nederland     | SV Blerick     |
| Cor de Meulemeester | Nederland     | Quick Boys '31 |
| Wim Nabben          | Nederland     | SV Blerick     |
| Jac Verheijden      | Nederland     | RFC Roermond   |

## Oefenwedstrijden
| №  | Datum            | Thuis         | Uit               | Uitslag |
| -- | ---------------- | ------------- | ----------------- | ------- |
| 1  | 15 juli 1965     | VVV           | RKLVV             | 5 – 0   |
| 2  | 24 juli 1965     | Roda JC       | VVV               | 3 – 2   |
| 3  | 1 augustus 1965  | SV Blerick    | VVV               | 2 – 5   |
| 4  | 7 augustus 1965  | IVO           | VVV               | 1 – 3   |
| 5  | 8 augustus 1965  | 1. FC Styrum  | VVV               | 2 – 3   |
| 6  | 12 augustus 1965 | VVV           | Tiglieja          | 2 – 2   |
| 7  | 15 augustus 1965 | Montagnards   | VVV               | 3 – 4   |
| 8  | 15 augustus 1965 | Helmondia '55 | VVV               | 1 – 1   |
| 9  | 19 augustus 1965 | VVV           | TSV Kaldenkirchen | 1 – 2   |
| 10 | 26 augustus 1965 | VVV           | Montagnards       | 7 – 2   |
| 11 | 16 oktober 1965  | RKSV Heer     | VVV               | 3 – 2   |
| 12 | 13 november 1965 | Tiglieja      | VVV               | 1 – 2   |

## Eerste divisie
| №  | Datum             | Thuis           | Uit             | Uitslag |
| -- | ----------------- | --------------- | --------------- | ------- |
| 1  | 22 augustus 1965  | Alkmaar '54     | VVV             | 2 – 1   |
| 2  | 29 augustus 1965  | VVV             | RBC             | 4 – 2   |
| 3  | 5 september 1965  | Velox           | VVV             | 6 – 2   |
| 4  | 12 september 1965 | VVV             | Xerxes          | 1 – 3   |
| 5  | 26 september 1965 | Volendam        | VVV             | 3 – 1   |
| 6  | 3 oktober 1965    | VVV             | Blauw Wit       | 1 – 1   |
| 7  | 10 oktober 1965   | Sittardia       | VVV             | 6 – 1   |
| 8  | 24 oktober 1965   | VVV             | Holland Sport   | 0 – 3   |
| 9  | 31 oktober 1965   | SC Cambuur      | VVV             | 2 – 0   |
| 10 | 12 december 1965  | DHC             | VVV             | 5 – 0   |
| 11 | 26 december 1965  | VVV             | De Volewijckers | 3 – 2   |
| 12 | 9 januari 1966    | N.E.C.          | VVV             | 0 – 0   |
| 13 | 16 januari 1966   | VVV             | NAC             | 0 – 1   |
| 14 | 6 februari 1966   | VVV             | Alkmaar '54     | 0 – 1   |
| 15 | 27 februari 1966  | RBC             | VVV             | 5 – 2   |
| 16 | 6 maart 1966      | VVV             | Velox           | 0 – 1   |
| 17 | 10 maart 1966     | VVV             | Eindhoven       | 3 – 2   |
| 18 | 13 maart 1966     | Xerxes          | VVV             | 7 – 0   |
| 19 | 20 maart 1966     | VVV             | Volendam        | 2 – 2   |
| 20 | 27 maart 1966     | Blauw Wit       | VVV             | 2 – 2   |
| 21 | 3 april 1966      | VVV             | Sittardia       | 0 – 0   |
| 22 | 9 april 1966      | Holland Sport   | VVV             | 3 – 0   |
| 23 | 11 april 1966     | VVV             | SC Cambuur      | 2 – 3   |
| 24 | 24 april 1966     | NAC             | VVV             | 3 – 0   |
| 25 | 8 mei 1966        | VVV             | DHC             | 2 – 0   |
| 26 | 15 mei 1966       | De Volewijckers | VVV             | 2 – 1   |
| 27 | 19 mei 1966       | VVV             | N.E.C.          | 1 – 4   |
| 28 | 22 mei 1966       | Eindhoven       | VVV             | 7 – 3   |

## KNVB Beker
Groepsfase, groep 5:
| Zondag 19 september 1965, 14:30                                                      | FC Den Bosch/BVV                                    | 3-2 (0-1) | VVV                    | Opstelling FC Den Bosch/BVV                                                                                         | Opstelling VVV                                                                                         |  |
| Stadion: Stadion De Vliert, 's-Hertogenbosch Toeschouwers: 2.500 Arbiter: Groenewoud | Olde Riekerink 75' Schuurman 61' Olde Riekerink 71' |           | 12' Burhenne 51' Thans | Van Pelt, Wisse, Netten, Schuurman, Weber, Van Helvoort, Brusselers , Van Dalsen, Olde Riekerink, Borsten, Paulides | Schroemges, Orval, Steegh, Van 't Hek, Vercoulen, Klaassens , Slaats, Burhenne, Sleven, Verbong, Thans |  |
| Stadion: Stadion De Vliert, 's-Hertogenbosch Toeschouwers: 2.500 Arbiter: Groenewoud |                                                     |           |                        | Van Pelt, Wisse, Netten, Schuurman, Weber, Van Helvoort, Brusselers , Van Dalsen, Olde Riekerink, Borsten, Paulides | Schroemges, Orval, Steegh, Van 't Hek, Vercoulen, Klaassens , Slaats, Burhenne, Sleven, Verbong, Thans |  |
| Stadion: Stadion De Vliert, 's-Hertogenbosch Toeschouwers: 2.500 Arbiter: Groenewoud |                                                     |           |                        | Van Pelt, Wisse, Netten, Schuurman, Weber, Van Helvoort, Brusselers , Van Dalsen, Olde Riekerink, Borsten, Paulides | Schroemges, Orval, Steegh, Van 't Hek, Vercoulen, Klaassens , Slaats, Burhenne, Sleven, Verbong, Thans |  |
|                                                                                      |                                                     |           |                        | | |  |

Groepsfase, groep 5:
| Zondag 7 november 1965, 14:30                                            | VVV                 | 2-2 (1-1) | Fortuna '54                | Opstelling VVV                                                                                     | Opstelling Fortuna '54                                                                                   |  |
| Stadion: Stadion De Kraal, Venlo Toeschouwers: 2.200 Arbiter: Van Gemert | Thans 38' Thans 79' |           | 45' Breikers 83' Van Rhijn | Swinkels, Van 't Hek, Steegh, Korsten, Schenkel, Klaassens , Derix, Thans, Sleven, Verbong, Slaats | Vogels, Brüll, Quaedackers, Munsters, Benen , Custers, Coenen, Van Rhijn, Breikers, Piters, H. Golsteijn |  |
| Stadion: Stadion De Kraal, Venlo Toeschouwers: 2.200 Arbiter: Van Gemert |                     |           |                            | Swinkels, Van 't Hek, Steegh, Korsten, Schenkel, Klaassens , Derix, Thans, Sleven, Verbong, Slaats | Vogels, Brüll, Quaedackers, Munsters, Benen , Custers, Coenen, Van Rhijn, Breikers, Piters, H. Golsteijn |  |
| Stadion: Stadion De Kraal, Venlo Toeschouwers: 2.200 Arbiter: Van Gemert |                     |           |                            | Swinkels, Van 't Hek, Steegh, Korsten, Schenkel, Klaassens , Derix, Thans, Sleven, Verbong, Slaats | Vogels, Brüll, Quaedackers, Munsters, Benen , Custers, Coenen, Van Rhijn, Breikers, Piters, H. Golsteijn |  |
|                                                                          |                     |           |                            | | |  |

Groepsfase, groep 5:
| Zondag 2 januari 1966, 14:30                                                                                              | VVV       | 1-1 (0-0) | Wilhelmina         | Opstelling VVV                                                                                         | Opstelling Wilhelmina                                                                                   |  |
| Stadion: Stadion De Kraal, Venlo Toeschouwers: 400 Arbiter: Batelaan                                                      | Derix 76' |           | 80' Van den Heuvel | Schroemges, Van 't Hek, Vercoulen, Orval, Klaassens , Derix, Thans, Verbong, Vousden, Schenkel, Slaats | Meezen, Verbunt, Konings, Van Esch, De Wit , Ormel, Klumpkens, Gloudemans, Van den Heuvel, Harmse, Boor |  |
| Stadion: Stadion De Kraal, Venlo Toeschouwers: 400 Arbiter: Batelaan                                                      |           |           |                    | Schroemges, Van 't Hek, Vercoulen, Orval, Klaassens , Derix, Thans, Verbong, Vousden, Schenkel, Slaats | Meezen, Verbunt, Konings, Van Esch, De Wit , Ormel, Klumpkens, Gloudemans, Van den Heuvel, Harmse, Boor |  |
| Stadion: Stadion De Kraal, Venlo Toeschouwers: 400 Arbiter: Batelaan                                                      |           |           |                    | Schroemges, Van 't Hek, Vercoulen, Orval, Klaassens , Derix, Thans, Verbong, Vousden, Schenkel, Slaats | Meezen, Verbunt, Konings, Van Esch, De Wit , Ormel, Klumpkens, Gloudemans, Van den Heuvel, Harmse, Boor |  |
| Bijz.: FC Den Bosch/BVV plaatst zich als winnaar van Groep 5 voor de volgende bekerronde. VVV als nummer 3 uitgeschakeld. |           |           |                    | | |  |

## Statistieken
| №           | Naam                 | Geboren    | Competitie | Competitie | Beker | Beker |      |      |      |      |
| №           | Naam                 | Geboren    | Duels      | Goals      | Duels | Goals |      |      |      |      |
| Doel        | Doel                 | Doel       | Doel       | Doel       | Doel  | Doel  | Doel | Doel | Doel | Doel |
| ----------- | -------------------- | ---------- | ---------- | ---------- | ----- | ----- | ---- | ---- | ---- | ---- |
|             | Karel Faasen         | 13-11-1937 | 3          | 0          | 0     | 0     |      |      |      |      |
|             | Piet Schroemges      | 15-07-1939 | 11         | 0          | 2     | 0     |      |      |      |      |
|             | Frans Swinkels       | 02-11-1931 | 17         | 0          | 1     | 0     |      |      |      |      |
| Verdediging |                      |            |            |            |       |       |      |      |      |      |
|             | Harry Crompvoets     | 14-10-1940 | 20         | 0          | 0     | 0     |      |      |      |      |
|             | Hay Gaal             | 17-01-1947 | 3          | 0          | 0     | 0     |      |      |      |      |
|             | Jan van 't Hek       | 21-02-1945 | 24         | 1          | 3     | 0     |      |      |      |      |
|             | Dick Schenkel        | 27-07-1933 | 15         | 2          | 2     | 0     |      |      |      |      |
|             | Harrie Steegh        | 26-02-1934 | 24         | 0          | 2     | 0     |      |      |      |      |
|             | Huub Vercoulen       | 22-01-1944 | 7          | 0          | 2     | 0     |      |      |      |      |
| Middenveld  |                      |            |            |            |       |       |      |      |      |      |
|             | Lex van Brakel       | onbekend   | 14         | 0          | 0     | 0     |      |      |      |      |
|             | Don Burhenne         | 20-03-1946 | 3          | 0          | 1     | 1     |      |      |      |      |
|             | Jan Klaassens        | 04-09-1931 | 27         | 1          | 3     | 0     |      |      |      |      |
|             | André Orval          | 04-08-1940 | 21         | 2          | 2     | 0     |      |      |      |      |
| Aanval      |                      |            |            |            |       |       |      |      |      |      |
|             | Wolfgang Anderheggen | onbekend   | 3          | 0          | 0     | 0     |      |      |      |      |
|             | Frans Derix          | 29-09-1942 | 20         | 8          | 2     | 1     |      |      |      |      |
|             | Rudie Driessen       | 27-11-1944 | 0          | 0          | 0     | 0     |      |      |      |      |
|             | Jan Gitmans          | 05-05-1940 | 6          | 0          | 0     | 0     |      |      |      |      |
|             | Ton Korsten          | 20-11-1946 | 3          | 0          | 1     | 0     |      |      |      |      |
|             | Theo Peeters         | 19-08-1932 | 2          | 0          | 0     | 0     |      |      |      |      |
|             | Bennie Slaats        | 18-05-1942 | 22         | 1          | 3     | 0     |      |      |      |      |
|             | Hans Sleven          | 06-11-1936 | 17         | 4          | 2     | 0     |      |      |      |      |
|             | Jean Thans           | 26-09-1942 | 25         | 8          | 3     | 3     |      |      |      |      |
|             | Jan Verbong          | 27-07-1946 | 13         | 1          | 3     | 0     |      |      |      |      |
|             | Bob Vousden          | 18-08-1936 | 15         | 4          | 1     | 0     |      |      |      |      |

Alkmaar '54 ·
Blauw-Wit ·
Cambuur ·
DHC ·
Eindhoven ·
Holland Sport ·
NAC ·
N.E.C. ·
RBC ·
Sittardia ·
Velox ·
Volendam ·
De Volewijckers ·
VVV ·
Xerxes